# Sims-Klasse
Die Sims-Klasse war eine Klasse von zwölf Zerstörern der United States Navy, die im Zweiten Weltkrieg zum Einsatz kamen. Während des Krieges wurden fünf der Schiffe zerstört, vier von den Japanern und eines von den Deutschen. Die restlichen Schiffe wurden nach dem Krieg außer Dienst gestellt.

## Schiffe der Klasse
| Name                    | Bauwerft                                                    | Kiellegung         | Stapellauf       | Indienststellung   | Verbleib |
| ----------------------- | ----------------------------------------------------------- | ------------------ | ---------------- | ------------------ | --- |
| USS Sims (DD-409)       | Bath Iron Works, Bath                                       | 13. Juli 1937      | 8. April 1939    | 1. August 1939     | Versenkt am 7. Mai 1942 durch ein japanisches Flugzeug in der Schlacht im Korallenmeer (14 Überlebende) |
| USS Hughes (DD-410)     | Bath Iron Works, Bath                                       | 15. September 1937 | 17. Juni 1939    | 21. September 1939 | Außerdienststellung am 28. August 1946, als Zielschiff während der Atombombentests im Bikini-Atoll versenkt |
| USS Anderson (DD-411)   | Federal Shipbuilding and Drydock Company, Kearny            | 15. November 1937  | 4. Februar 1939  | 19. Mai 1939       | Außerdienststellung am 28. August 1946, als Zielschiff während der Atombombentests im Bikini-Atoll versenkt |
| USS Hammann (DD-412)    | Federal Shipbuilding and Drydock Company, Kearny            | 17. Januar 1938    | 4. Februar 1939  | 11. August 1939    | Versenkt am 6. Juni 1942 durch japanisches U-Boot I-168 in der Schlacht um Midway (80 Tote) |
| USS Mustin (DD-413)     | Newport News Shipbuilding and Drydock Company, Newport News | 20. Dezember 1937  | 8. Dezember 1938 | 15. September 1939 | Außerdienststellung am 29. August 1946, als Zielschiff während der Atombombentests im Bikini-Atoll verwendet und am 18. April 1948 durch Artilleriebeschuss bei Kwajalein versenkt                                                                                                  |
| USS Russell (DD-414)    | Newport News Shipbuilding and Drydock Company, Newport News | 20. Dezember 1937  | 8. Dezember 1938 | 3. November 1939   | Außerdienststellung am 15. November 1945, 1947 zur Verschrottung verkauft |
| USS O'Brien (DD-415)    | Boston Navy Yard, Boston                                    | 31. Mai 1938       | 20. Oktober 1939 | 2. März 1940       | Wurde am 15. September 1942 vom japanischen U-Boot I-19 torpediert, brach am 19. Oktober 1942 in zwei Teile und sank kurz darauf auf dem Weg in die Werft nach Pearl Harbor |
| USS Walke (DD-416)      | Boston Navy Yard, Boston                                    | 31. Mai 1938       | 20. Oktober 1939 | 27. April 1940     | Bei der Seeschlacht von Guadalcanal durch japanisches Artilleriefeuer und Torpedos am 15. November 1942 versenkt |
| USS Morris (DD-417)     | Norfolk Naval Shipyard, Norfolk                             | 7. Juni 1938       | 1. Juni 1939     | 5. März 1940       | Außerdienststellung am 9. November 1945, Am 2. August 1947 zur Verschrottung verkauft |
| USS Roe (DD-418)        | Charleston Navy Yard, Charleston                            | 23. April 1938     | 21. Juni 1939    | 5. Januar 1940     | Außerdienststellung am 30. Oktober 1945, August 1947 zur Verschrottung verkauft |
| USS Wainwright (DD-419) | Norfolk Naval Shipyard, Norfolk                             | 7. Juni 1938       | 1. Juni 1939     | 15. April 1940     | Außerdienststellung am 29. August 1946, als Zielschiff während der Atombombentests im Bikini-Atoll verwendet, wurde aber noch fast zwei Jahre von Wissenschaftlern beobachtet, die die Auswirkungen der zwei Explosionen studierten, im Juli 1948 wurde sie als Zielschiff versenkt |
| USS Buck (DD-420)       | Philadelphia Naval Shipyard, Philadelphia                   | 6. April 1938      | 22. Mai 1939     | 15. Mai 1940       | Wurde von U 616 nahe Salerno am 9. Oktober 1943 torpediert. Der Torpedo traf das Vorschiff und ließ eine Munitionskammer explodieren, sie sank innerhalb von vier Minuten und nahm dabei 150 Mann mit in die Tiefe.                                                                 |

## Technische Beschreibung

### Rumpf
Der Rumpf eines Zerstörers der Sims-Klasse, unterteilt in wasserdichte Abteilungen, war über alles 106,17 Meter lang, 10,97 Meter breit und hatte bei einer Einsatzverdrängung von 2.350 Tonnen einen Tiefgang von 3,91 Metern.

### Antrieb
Der Antrieb erfolgte über drei ölbefeuerte Dampferzeuger – Kessel von Babcock & Wilcox – und zwei Getriebeturbinensätze von Westinghouse, mit denen eine Gesamtleistung von 50.000 PS (36.775 kW) erreicht wurde. Die Leistung wurde an zwei Wellen mit je einer Schraube abgegeben. Die Höchstgeschwindigkeit betrug 38,5 Knoten (71 km/h) und die maximale Fahrstrecke 6.500 Seemeilen bei 12 Knoten, wofür 466 Tonnen Schweröl gebunkert werden konnten.

### Besatzung
Die Besatzung hatte eine Stärke von 192 Mann.